# Шеразад Ре
Шеразад Ре (фр. Shérazad Reix; нар. 3 квітня 1989) — колишня французька тенісистка.
Найвищу одиночну позицію світового рейтингу — 204 місце досягла 11 липня 2016, парну — 219 місце — 10 квітня 2017 року.
Здобула 7 одиночних та 9 парних титулів.
Завершила кар'єру 2019 року.

## Фінали ITF

### Одиночний розряд: 20 (7–13)
| Легенда          |
| ---------------- |
| турніри $100,000 |
| турніри $75,000  |
| турніри $50,000  |
| турніри $25,000  |
| турніри $15,000  |
| турніри $10,000  |

| Фінали за покриттям |
| ------------------- |
| Тверде (4–6)        |
| Ґрунт (3–4)         |
| Трава (0–1)         |
| Килим (0–2)         |

| Результат | W–L  | Дата     | Турнір                       | Рівень | Покриття   | Суперниця             | Рахунок               |
| --------- | ---- | -------- | ---------------------------- | ------ | ---------- | --------------------- | --------------------- |
| Поразка   | 0–1  | Лис 2008 | ITF Гавр, Франція            | 10,000 | Ґрунт (i)  | Саманта Шеффель       | 6–7(4), 6–7(6)        |
| Поразка   | 0–2  | Січ 2013 | ITF Fort-de-Франція, Франція | 10,000 | Тверде     | Соня Молнар           | 2–6, 0–6              |
| Перемога  | 1–2  | Вер 2013 | ITF Алжир, Алжир             | 10,000 | Ґрунт      | Швета Рана            | 6–1, 3–6, 6–1         |
| Перемога  | 2–2  | Вер 2013 | ITF Анталія, Туреччина       | 10,000 | Ґрунт      | Лена-Марі Гофманн     | 6–7(1), 6–1, 3–0 ret. |
| Поразка   | 2–3  | Січ 2014 | ITF Fort-de-Франція, Франція | 10,000 | Тверде     | Іріна Раміалізон      | 4–6, 2–6              |
| Перемога  | 3–3  | Січ 2014 | ITF Petit-Bourg, Франція     | 10,000 | Тверде     | Khristina Blajkevitch | 3–6, 6–3, 6–1         |
| Поразка   | 3–4  | Вер 2014 | ITF Алжир, Алжир             | 15,000 | Ґрунт      | Конні Перрен          | 1–6, 1–6              |
| Перемога  | 4–4  | Жов 2014 | ITF Анталія, Туреччина       | 10,000 | Тверде     | Катержина Ванькова    | 6–4, 6–4              |
| Поразка   | 4–5  | Жов 2014 | ITF Анталія, Туреччина       | 10,000 | Тверде     | Джесіка Малечкова     | 3–6, 3–6              |
| Поразка   | 4–6  | Лис 2014 | ITF Лафборо, Велика Британія | 10,000 | Тверде (i) | Емі Боутелл           | 7–6(6), 1–6, 6–7(3)   |
| Поразка   | 4–7  | Лис 2014 | ITF Сус, Туніс               | 10,000 | Тверде     | Натела Дзаламідзе     | 6–7(7), 1–6           |
| Перемога  | 5–7  | Лют 2015 | ITF Petit-Bourg, Франція     | 10,000 | Тверде     | Нікол Френкел         | 6–1, 6–3              |
| Поразка   | 5–8  | Лип 2015 | ITF Імола, Італія            | 25,000 | Килим      | Бернарда Пера         | 2–6, 3–6              |
| Перемога  | 6–8  | Лип 2015 | ITF Ле-Контамін, Франція     | 10,000 | Тверде     | Тео Ґравуїль          | 7–6(2), 6–0           |
| Поразка   | 6–9  | Лип 2015 | ITF Горб, Німеччина          | 15,000 | Ґрунт      | Джесіка Малечкова     | 6–1, 4–6, 2–6         |
| Поразка   | 6–10 | Вер 2015 | ITF Реддінг, США             | 25,000 | Тверде     | Гейді Ель Табах       | 1–6, 3–6              |
| Перемога  | 7–10 | Бер 2017 | ITF Морнінґтон, Австралія    | 25,000 | Ґрунт      | Барбора Крейчикова    | 7–6(3), 6–4           |
| Поразка   | 7–11 | Чер 2017 | Open Montpellier, Франція    | 25,000 | Ґрунт      | Александра Дулгеру    | 2–6, 2–6              |
| Поразка   | 7–12 | Бер 2018 | ITF Мілдьюра, Австралія      | 25,000 | Трава      | Габріелла Тейлор      | 0–6, 3–6              |
| Поразка   | 7–13 | Лип 2018 | ITF Імола, Італія            | 25,000 | Килим      | Стефанія Рубіні       | 0–2 ret.              |

### Парний розряд: 21 (9–12)
| Легенда          |
| ---------------- |
| турніри $100,000 |
| турніри $80,000  |
| турніри $60,000  |
| турніри $25,000  |
| турніри $15,000  |
| турніри $10,000  |

| Фінали за покриттям |
| ------------------- |
| Тверде (8–4)        |
| Ґрунт (1–7)         |
| Трава (0–1)         |
| Килим (0–0)         |

| Результат | Ранг | Дата             | Турнір                               | Покриття   | Партнерка               | Суперниці                             | Рахунок             |
| --------- | ---- | ---------------- | ------------------------------------ | ---------- | ----------------------- | ------------------------------------- | ------------------- |
| Поразка   | 1.   | 18 вересня 2006  | ITF Лімож, Франція                   | Тверде (i) | Кло Ґамбе               | Кіка Гоґендорн Анаїс Лорендон         | 2–6, 4–6            |
| Перемога  | 1.   | 27 січня 2007    | ITF Гренобль, Франція                | Тверде     | Жюлі Куен               | Стефані Ріцці Кароліна Косіньська     | 1–6, 7–5, 6–4       |
| Поразка   | 2.   | 22 червня 2008   | ITF Монпельє, Франція                | Ґрунт      | Шарлотт Родьє           | Лу Цзінцзін Вероніка Сп'єхель         | 5–7, 7–6(5), [7–10] |
| Поразка   | 3.   | 15 березня 2010  | ITF Ам'єн, Франція                   | Ґрунт (i)  | Алізе Лім               | Ефрат Мішор Ясмина Тиньїч             | 6–7(5), 7–5, [5–10] |
| Перемога  | 2.   | 9 січня 2012     | ITF Сен-Мартен, Гваделупа            | Тверде     | Бранді Міна             | Марйон Ґод Амандін Есс                | 6–4, 6–4            |
| Поразка   | 4.   | 25 березня 2012  | ITF Гонесс, Франція                  | Ґрунт (i)  | Бранді Міна             | Карін Моргошова Ленка Тварошкова      | 6–7(4), 1–6         |
| Поразка   | 5.   | 6 січня 2013     | ITF Fort-de-Франція, Мартиніка       | Тверде     | Бранді Міна             | Деніс Старр Інді де Вроме             | 4–6, 3–6            |
| Перемога  | 3.   | 25 лютого 2013   | ITF Брон, Франція                    | Тверде (i) | Полін Пає               | Дарія Сальникова Аліна Силич          | 7–5, 7–5            |
| Перемога  | 4.   | 16 вересня 2013  | ITF Алжир, Алжир                     | Ґрунт      | Амандін Казо            | Шивіка Бурман Швета Рана              | 6–0, 6–3            |
| Перемога  | 5.   | 2 листопада 2014 | ITF Лафборо, Велика Британія         | Тверде (i) | Мартіна Борецька        | Емі Боутелл Люсі Браун                | 6–3, 6–2            |
| Перемога  | 6.   | 12 січня 2015    | ITF Fort-de-Франція, Мартиніка       | Тверде     | Алекса Гуарачі          | Розі Джогансон Глорія Лянг            | 6–2, 6–1            |
| Перемога  | 7.   | 20 липня 2015    | ITF Les Contamines-Montjoie, Франція | Тверде     | Міхаела Гончова         | Джорджа Бреша Еріка Вогелсанг         | 6–3, 6–4            |
| Поразка   | 6.   | 3 серпня 2015    | ITF Коксейде, Бельгія                | Ґрунт      | Юстина Єгйолка          | Елісе Мертенс Демі Схюрс              | 3–6, 2–6            |
| Поразка   | 7.   | 24 серпня 2015   | ITF Баньятіка, Італія                | Ґрунт      | Аліче Балдуччі          | Анастасія Гримальська Ілона Кремінь   | 4–6, 2–6            |
| Поразка   | 8.   | 9 листопада 2015 | ITF Екердревіль, Франція             | Тверде (i) | Єлизавета Янчук         | Александра Каданцу Леслі Керкгове     | 3–6, 4–6            |
| Поразка   | 9.   | 10 березня 2017  | ITF Мілдьюра, Австралія              | Трава      | Тесса Андріанджафітрімо | Ноппаван Летчівакарн Лу Цзяцзін       | 4–6, 6–1, [8–10]    |
| Поразка   | 10.  | 30 червня 2017   | ITF Періге, Франція                  | Ґрунт      | Манон Арканьйолі        | Камілла Розателло Кімберлі Циммерманн | 4–6, 3–6            |
| Перемога  | 8.   | 14 жовтня 2017   | ITF Cherbourg-en-Cotentin, Франція   | Тверде (i) | Манон Арканьйолі        | Саманта Мюррі Карман Каур Тханді      | 3–1 ret.            |
| Перемога  | 9.   | 5 листопада 2017 | ITF Нант, Франція                    | Тверде (i) | Манон Арканьйолі        | Леслі Керкгове Міхаелла Крайчек       | 6–2, 6–3            |
| Поразка   | 11.  | 18 травня 2018   | ITF Сен-Годан, Франція               | Ґрунт      | Манон Арканьйолі        | Нейкта Бейнз Франсеска Ді Лорензо     | 4–6, 6–1, [9–11]    |
| Поразка   | 12.  | 28 вересня 2018  | ITF Клермон-Ферран, Франція          | Тверде (i) | Манон Арканьйолі        | Леонія Кюнг Ізабелла Шинікова         | 2–6, 5–7            |

## Особисте життя
Шеразад Ре одружена з колишнім французьким тенісистом Клементом Ре.